# Уилтън
За града в САЩ вижте Уилтън (Ню Хампшър).
Уилтън (на английски: Wilton) е град в Южна Англия, графство Уилтшър. Намира се на 5 km западно от Солсбъри. Уилтън става известен като първият център за производство на килими в Англия след основаването на Кралската фабрика за килими през 1655 г. Архитектурна забележителност на града е средновековната сграда Уилтън Хаус. Населението му е 4009 души (2017 г.).